# Acanthomintha duttonii
Acanthomintha duttonii är en kransblommig växtart som först beskrevs av LeRoy Abrams, och fick sitt nu gällande namn av Jokerst. Acanthomintha duttonii ingår i släktet Acanthomintha och familjen kransblommiga växter. Inga underarter finns listade i Catalogue of Life.